# White Card (campagne numérique)
La White Card (#WhiteCard) est une campagne numérique mondiale créée par Peace and Sport en 2015 pour célébrer la Journée Internationale du Sport au Service du Développement et de la Paix, qui a lieu chaque année le 6 avril. La #WhiteCard est considérée comme le symbole du mouvement de la paix par le sport. Tenir un carton blanc, comme un arbitre tient un carton rouge ou jaune, est une action qui symbolise le pouvoir positif du sport. Contrairement au carton rouge, qui est l'infraction la plus grave dans le sport, le carton blanc est un geste d'inclusion, d'équité et de paix.

## Origine
La White Card tient son nom de 'Carton Blanc', une exposition photographique de Maud Bernos. L'organisation internationale Peace and Sport a commandé ces photographies pour mettre en valeur les visages des enfants dans les zones de conflit et leur activité sportive quotidienne. La photographe a saisi la façon dont ces enfants parviennent à transformer une existence autrement sombre en magie, faisant des zones abandonnées des terrains de jeu. L'exposition a mis en lumière la manière dont le sport peut contribuer à créer des espaces d'équité, d'inclusion, de développement humain et ouvrir la voie à la paix.
À la suite du succès de cette exposition, Peace and Sport a encouragé en 2014 les organismes sportifs, les comités olympiques nationaux et internationaux, les gouvernements, les athlètes, les clubs sportifs, les institutions académiques et les organisations de la société civile à soutenir les valeurs positives du sport sur les réseaux sociaux en publiant une photo en brandissant un carton blanc dans le cadre de la Journée Internationale du Sport pour Développement et la Paix le 6 avril. Depuis 2015, la campagne numérique #WhiteCard a touché plus de 171 personnes sur les réseaux sociaux.

## Campagne numérique
La #WhiteCard est une campagne numérique mondiale créée par Peace and Sport qui promeut les valeurs positives et constructives du sport,. Les athlètes, les fédérations internationales, les chefs d'État et de gouvernement ainsi que le monde du sport en général sont invités à prendre une photo en levant un carton blanc et à la publier sur leurs réseaux sociaux en utilisant le hashtag #WhiteCard pour montrer leur soutien au mouvement pour la paix par le sport.
L'édition 2018 de la campagne a touché 90 millions de personnes sur les réseaux sociaux  avec le soutien d'athlètes comme Yohan Blake , Didier Drogba et Rony Lopes .

## Signification
En brandissant un carton blanc, comme un arbitre, vous montrez votre engagement pour le mouvement du sport pour le développement et la paix et exprimez votre soutien à l'utilisation du sport comme outil d'inclusion sociale, d'équité et de paix.
Tenir, afficher ou sponsoriser une #WhiteCard signifie que la personne, l'organisation ou l'entreprise soutient le sport comme un outil de développement et de paix.
1. ↑  « The #WhiteCard Campaign », www.april6.org (consulté le 29 janvier 2019)
2. ↑  (es) « Más de 120 niños de varias regiones del país sacaron la tarjeta blanca por el deporte y la paz », Reporteros Asociados (consulté le 29 janvier 2019)
3. 1 2  « Peace and Sport #WhiteCard Campaign Generated Unprecedented Mobilisation », aroundtherings.com (consulté le 29 janvier 2019)